# Flattop Mountain (Anchorage)
Pour les articles homonymes, voir Flattop Mountain.
Flattop Mountain est une montagne de 1 066 m dans l'État américain de l'Alaska, située dans le parc d'État de Chugach, juste à l'est de la ville d'Anchorage. C'est la montagne la plus gravie de l'État.
Le sommet est généralement atteint en se rendant en voiture jusqu'au début du sentier Glen Alps puis en suivant un sentier bien entretenu de 2,4 km, avec un dénivelé de 390 m du parking au sommet. Étant la montagne la plus accessible à Anchorage, Flattop Mountain est un endroit très populaire pour la randonnée, l'escalade, la cueillette de baies, le parapente et le ski de randonnée. Les campements ont lieu au sommet lors des solstices d'été et d'hiver.
Flattop Mountain est réputée pour ses vues panoramiques sur Anchorage et ses environs. Le mont McKinley, le mont Foraker et le mont Spurr sont parfois visibles par temps très clair.

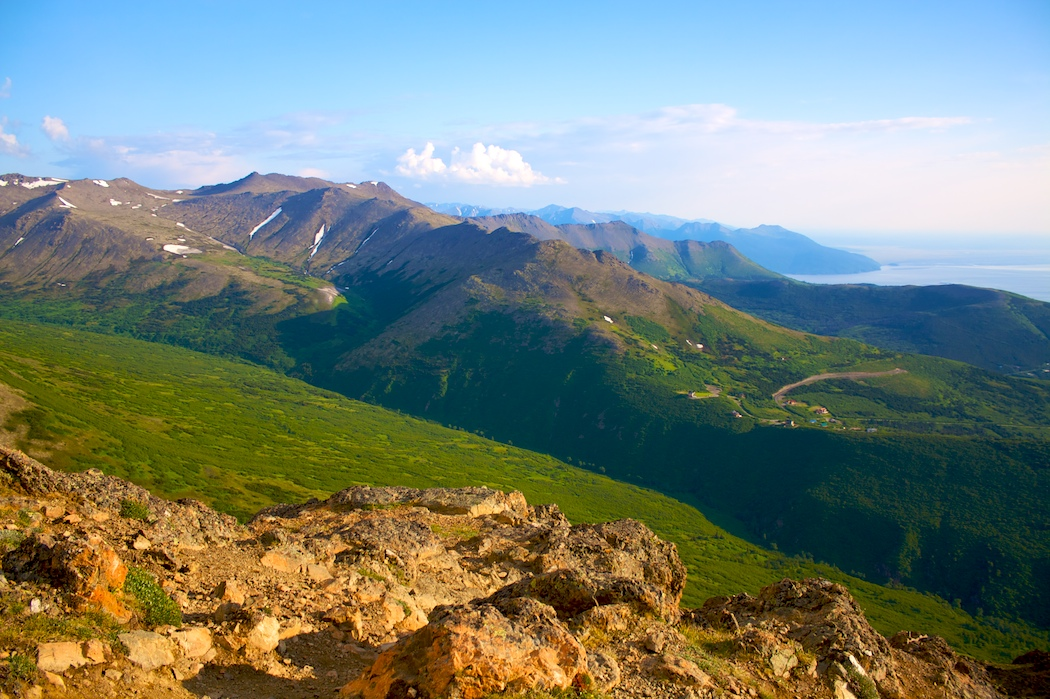
Vue depuis le sommet de Flattop Mountain pendant l'été.